# Rogelio Cortéz Pineda
Rogelio Cortéz Pineda (Jiutepec, Morelos; 7 de julio de 2004) es un futbolista mexicano que juega como mediocampista y su equipo actual es el Club Necaxa de la Primera División de México.

## Inicios

### Club Necaxa
Surgido de las básicas del equipo necaxista, paso por todas las categorías hasta hacer su debut en primera división.
Debuta el 2 de septiembre del 2022 en el partido de la Jornada 12 del Apertura 2022 frente al Club León. Casi un año después anotaría su primer gol como profesional frente al equipo Esmeralda, mismo rival que lo vio debutar un año atrás.